# Нобелевские лауреаты из Италии
Но́белевская пре́мия (швед. Nobelpriset, англ. Nobel Prize) — престижная международная премия, ежегодно присуждаемая людям за выдающиеся научные исследования, революционные изобретения или крупный вклад в культуру, или развитие общества в областях химии, физики, физиологии и медицины, экономики, литературы и мира. Каждый нобелевский лауреат получает золотую медаль, диплом и денежную сумму, ежегодно определяемую Фондом Альфреда Нобеля.
Нобелевские премии присуждают четыре учреждения: Шведская королевская академия наук (химия, физика и экономика), Шведская академия (литература), Нобелевская ассамблея Королевского института (физиология и медицина) и Норвежский Нобелевский комитет (премия мира). Каждый год соответствующие Нобелевские комитеты рассылают индивидуальные приглашения тысячам учёных, академиков и профессоров университетов из разных стран с просьбой выдвинуть кандидатов на получение Нобелевских премий на следующий год. Кандидаты отбираются таким образом, чтобы в числе номинантов было представлено как можно больше стран и университетов. Нобелевские премии, за исключением премии мира, вручаются в Стокгольме (Швеция) на ежегодной церемонии вручения премий в годовщину смерти Нобеля — 10 декабря. Церемония вручения премий в Швеции проходит в Стокгольмском концертном зале, а сразу после неё в Стокгольмской ратуше проводят Нобелевский банкет. Ранее церемония вручения Нобелевской премии мира проводилась в Норвежском Нобелевском институте (1905—1946) и в актовом зале университета города Осло (1947—1989), а с 1990 года по настоящее время проводится в столичной городской ратуше. Кульминацией церемонии вручения Нобелевской премии в Стокгольме становится момент, когда каждый лауреат выходит вперёд и получает премию из рук короля Швеции. В Осло председатель Норвежского Нобелевского комитета вручает Нобелевскую премию мира в присутствии короля Норвегии и норвежской королевской семьи.
Премия впервые была учреждена в 1901 году, и по состоянию на 2024 год Нобелевскую премию получил 21 гражданин Италии: по шесть в областях физиологии и медицины, физики и литературы, и по одной в областях химии, мира и экономики. Список лауреатов из Италии составлен по материалам официальных документов Нобелевского комитета, а в качестве национального рассматривается во многих итальянских источниках. В список включены лауреаты, которые имели на момент вручения премии подданство Королевства Италия (до 1946 года) и гражданство Итальянской Республики или были выходцами из них. Первым из них стал Камилло Гольджи, получивший в 1906 году премию в области физиологии и медицины, а последним — Джорджо Паризи, один из лауреатов 2021 года по физике. За всё время премию получили лишь две женщины: Мария Грация Козима Деледда в 1926 году, и Рита Леви-Монтальчини в 1986 году.

## Лауреаты
| №  | Год  | Портрет                     | Лауреат | Область               | Обоснование награды | Примечание                                                         | Ист.          |
| -- | ---- | --------------------------- | --- | --------------------- | --- | ------------------------------------------------------------------ | ------------- |
| 1  | 1906 | Камилло Гольджи             | Камилло Гольджи (1843—1926) итал. Camillo Golgi                                                                              | Физиология и медицина | В знак признания трудов о строении нервной системы Оригинальный текст (англ.)In recognition of their work on the structure of the nervous system | Премия получена совместно с Сантьяго Рамон-и-Кахалем               | [ 11 ]        |
| 2  | 1906 | Джозуэ Кардуччи             | Джозуэ Кардуччи (1835—1907) итал. Giosuè Carducci                                                                            | Литература            | Не только за глубокие знания и критичный ум, а прежде всего за творческую энергию, свежесть стиля и лирическую силу, характерную для его поэтических шедевров Оригинальный текст (англ.)Not only in consideration of his deep learning and critical research, but above all as a tribute to the creative energy, freshness of style, and lyrical force which characterize his poetic masterpieces  | —                                                                  | [ 14 ] [ 15 ] |
| 3  | 1907 | Эрнесто Теодоро Монета      | Эрнесто Теодоро Монета (1833—1918) итал. Ernesto Teodoro Moneta                                                              | Мир                   | За работу в прессе и на мирных собраниях, как публичных, так и частных, направленную на достижение взаимопонимания между Францией и Италией Оригинальный текст (англ.)For his work in the press and in peace meetings, both public and private, for an understanding between France and Italy | Премия разделена с Луи Рено                                        | [ 16 ]        |
| 4  | 1909 | Гульельмо Маркони           | Гульельмо Джованни Мария Маркони (1874—1937) итал. Guglielmo Giovanni Maria Marconi                                          | Физика                | В знак признания их вклада в развитие беспроволочной телеграфии Оригинальный текст (англ.)In recognition of their contributions to the development of wireless telegraphy | Премия получена совместно с Карлом Фердинандом Брауном             | [ 17 ]        |
| 5  | 1926 | Мария Грация Козима Деледда | Грация Мария Козима Дамиана Деледда (1871—1936) итал. Grazia Maria Cosima Damiana Deledda                                    | Литература            | За поэтические сочинения, в которых с пластической ясностью описывается жизнь её родного острова, а также за глубину подхода к человеческим проблемам в целом Оригинальный текст (англ.)For her idealistically inspired writings which with plastic clarity picture the life on her native island and with depth and sympathy deal with human problems in general                                  | —                                                                  | [ 18 ]        |
| 6  | 1934 | Мария Грация Козима Деледда | Луиджи Пиранделло (1867—1936) итал. Luigi Pirandello                                                                         | Литература            | За творческую смелость и изобретательность в возрождении драматургического и сценического искусства Оригинальный текст (англ.)For his bold and ingenious revival of dramatic and scenic art | —                                                                  | [ 19 ]        |
| 7  | 1938 | Энрико Ферми                | Энрико Ферми (1901—1954) итал. Enrico Fermi                                                                                  | Физика                | За доказательство существования новых радиоактивных элементов, полученных при облучении нейтронами, и связанное с этим открытие ядерных реакций, вызываемых медленными нейтронами Оригинальный текст (англ.)For his demonstrations of the existence of new radioactive elements produced by neutron irradiation, and for his related discovery of nuclear reactions brought about by slow neutrons | —                                                                  | [ 20 ]        |
| 8  | 1957 | Даниеле Бове                | Даниел Бове (1907—1992) итал. Daniel Bovet                                                                                   | Физиология и медицина | За открытия, касающиеся синтетических соединений, блокирующих действие некоторых веществ организма, и за обнаружение их действия на сосудистую систему и мышцы Оригинальный текст (англ.)For his discoveries relating to synthetic compounds that inhibit the action of certain body substances, and especially their action on the vascular system and the skeletal muscles                       | [ ~ 1 ]                                                            | [ 22 ]        |
| 9  | 1959 | Эмилио Джино Сегре          | Эмилио Джино Сегре (1905—1989) итал. Emilio Gino Segrè                                                                       | Физика                | За открытие антипротона Оригинальный текст (англ.)For their discovery of the antiproton | Премия получена совместно с Оуэном Чемберленом                     | [ 24 ]        |
| 10 | 1959 | Сальваторе Квазимодо        | Сальваторе Квазимодо (1901—1968) итал. Salvatore Quasimodo                                                                   | Литература            | За лирическую поэзию, которая с классической живостью выражает трагический опыт нашего времени Оригинальный текст (англ.)For his lyrical poetry, which with classical fire expresses the tragic experience of life in our own times | —                                                                  | [ 25 ]        |
| 11 | 1963 | Джулио Натта                | Джулио Натта (1903—1979) итал. Giulio Natta                                                                                  | Химия                 | За открытия в области химии и технологии высоких полимеров Оригинальный текст (англ.)For their discoveries in the field of the chemistry and technology of high polymers | Премия получена совместно с Карлом Циглером                        | [ 26 ]        |
| 12 | 1969 | Сальвадор Эдуард Лурия      | Сальвадор Эдуард Лурия (1912—1991) англ. Salvador Edward Luria урожд. Сальваторе Эдоардо Лурия итал. Salvatore Edoardo Luria | Физиология и медицина | За открытия, касающиеся механизма репликации и генетической структуры вирусов Оригинальный текст (англ.)For their discoveries concerning the replication mechanism and the genetic structure of viruses | Премия получена совместно с Максом Дельбрюком и Алфредом Херши     | [ 29 ]        |
| 13 | 1975 | Ренато Дульбекко            | Ренато Дульбекко (1914—2012) итал. Renato Dulbecco                                                                           | Физиология и медицина | За открытия, касающиеся взаимодействия между онкогенными вирусами и генетическим материалом клетки Оригинальный текст (англ.)For their discoveries concerning the interaction between tumour viruses and the genetic material of the cell | Премия получена совместно с Дейвидом Балтимором и Хоуардом Теминым | [ 31 ]        |
| 14 | 1975 | Эудженио Монтале            | Эудженио Монтале (1896—1981) итал. Eugenio Montale                                                                           | Литература            | За выдающиеся достижения в поэзии, обозначенные огромной проникновенностью и освещением правдивого, без иллюзий, взгляда на жизнь Оригинальный текст (англ.)For his distinctive poetry which, with great artistic sensitivity, has interpreted human values under the sign of an outlook on life with no illusions                                                                                 | —                                                                  | [ 32 ]        |
| 15 | 1984 | Карло Руббиа                | Карло Руббиа (1934—) итал. Carlo Rubbia                                                                                      | Физика                | За решающий вклад в большой проект, осуществление которого привело к открытию квантов поля W и Z — переносчиков слабого взаимодействия Оригинальный текст (англ.)For their decisive contributions to the large project, which led to the discovery of the field particles W and Z, communicators of weak interaction                                                                               | Премия получена совместно с Симоном ван дер Мером                  | [ 33 ]        |
| 16 | 1985 | Франко Модильяни            | Франко Модильяни (1918—2003) итал. Franco Modigliani                                                                         | Экономика             | За новаторский анализ сбережений и финансовых рынков Оригинальный текст (англ.)For his pioneering analyses of saving and of financial markets | [ ~ 5 ]                                                            | [ 35 ]        |
| 17 | 1986 | Рита Леви-Монтальчини       | Рита Леви-Монтальчини (1909—2012) итал. Rita Levi-Montalcini                                                                 | Физиология и медицина | За открытие факторов, регулирующих рост клеток и органов Оригинальный текст (англ.)For their discoveries of growth factors | Премия получена совместно с Стэнли Коэном                          | [ 37 ]        |
| 18 | 1997 | Дарио Луиджи Анджело Фо     | Дарио Луиджи Анджело Фо (1926—2016) итал. Dario Luigi Angelo Fo                                                              | Литература            | За то, что он, подражая средневековым шутам, порицает власть и авторитет и защищает достоинство угнетённых Оригинальный текст (англ.)Who emulates the jesters of the Middle Ages in scourging authority and upholding the dignity of the downtrodden | —                                                                  | [ 38 ]        |
| 19 | 2002 | Риккардо Джаккони           | Риккардо Джаккони (1931—2018) итал. Riccardo Giacconi                                                                        | Физика                | За изыскания в области астрофизики, которые привели к открытию космических источников рентгеновского излучения Оригинальный текст (англ.)For pioneering contributions to astrophysics, which have led to the discovery of cosmic X-ray sources | Премия разделена с Раймондом Дэвисом-младшим и Масатоси Косибой    | [ 40 ]        |
| 20 | 2007 | Марио Капекки               | Марио Ренато Капекки (род. 1937) итал. Mario Renato Capecchi                                                                 | Физиология и медицина | За открытие принципов введения специфических генных модификаций у мышей с использованием эмбриональных стволовых клеток Оригинальный текст (англ.)For their discoveries of principles for introducing specific gene modifications in mice by the use of embryonic stem cells | Премия получена совместно с Мартином Эвансом и Оливером Смитисом   | [ 42 ]        |
| 21 | 2021 |                             | Джорджо Паризи (род. 1948) итал. Giorgio Parisi                                                                              | Физика                | За открытие взаимодействия беспорядка и флуктуаций в физических системах от атомного до планетарного масштабов Оригинальный текст (англ.)For the discovery of the interplay of disorder and fluctuations in physical systems from atomic to planetary scales | Премия разделена с Сюкуро Манабэ и Клаусом Хассельманом            | [ 12 ]        |